# Красноярка (Венгеровский район)
Красноярка — деревня в Венгеровском районе Новосибирской области России. Входит в состав Петропавловского 1-го сельсовета.

## География
Площадь деревни — 31 гектар.

## История
В 1928 г. деревня Красноярская состояла из 143 хозяйств, основное население — русские. В административном отношении являлась центром Красноярского сельсовета Спасского района Барабинского округа Сибирского края.

## Население
| 2002 | 2007 | 2010 |
| ---- | ---- | ---- |
| 271  | ↘257 | ↗258 |

## Инфраструктура
В деревне по данным на 2007 год функционируют 1 учреждение здравоохранения, 1 образовательное учреждение.